# Genesis (Devin Townsend)
Genesis è un singolo del cantautore canadese Devin Townsend, pubblicato il 22 febbraio 2019 come primo estratto dall'ottavo album in studio Empath.

## Descrizione
(Devin Townsend)
Secondo quanto spiegato dall'artista, il testo del brano parla di affrontare la paura, oltre a analizzare la relazione di una persona con il proprio passato per poter progredire nel futuro.
Dal punto di vista musicale, Genesis presenta cinque stili musicali differenti grazie anche al fatto che figura la partecipazione di tre batteristi, un'orchestra e un coro, fattori che hanno contribuito alla scelta da parte di Townsend di pubblicarlo come singolo apripista dell'album.

## Video musicale
Il video, reso disponibile nello stesso giorno attraverso il canale YouTube della Inside Out Music, mostra Townsend seduto ad ascoltare il brano mentre vengono mostrate svariate immagini sullo sfondo.

## Tracce
Testi e musiche di Devin Townsend.
1. Genesis – 6:05

## Formazione
Musicisti
- Devin Townsend – voce, chitarra, sintetizzatore, computer, orchestrazione
- Anup Sastry – batteria
- Morgan Ågren – batteria
- Samus Paulicelli – batteria
- Nathan Navarro – basso
- Elektra Women's Choir – voci aggiuntive
- Che Aimee Dorval – voce aggiuntiva
- Elliot Desgagnés – voce death aggiuntiva
- Mike Keneally – chitarra e tastiera aggiuntive
- Niels Bye-Nielsen – orchestrazione
- The Lords of Music – orchestra

Produzione
- Devin Townsend – produzione, ingegneria del suono, missaggio
- Mike Keneally – coproduzione
- Try Glessner – co-missaggio, mastering
- Adam "Nolly" Getgood – ingegneria del suono, co-missaggio
- Ryan Dahle – ingegneria del suono
- Paul Silviera – ingegneria del suono
- Mike Foster – ingegneria del suono
- Chris Edkins – ingegneria del suono
- Sam Makar – ingegneria del suono
- Ryan Dahle – ingegneria del suono
- Callum Marinho – ingegneria del suono
- Erik Severinsen – ingegneria del suono
- Anup Sastry – ingegneria del suono
- Morgan Ågren – ingegneria del suono
- Ben Searles – ingegneria del suono